# Calycomyza
Calycomyza is een geslacht van insecten uit de familie van de mineervliegen (Agromyzidae), die tot de orde tweevleugeligen (Diptera) behoort.

## Soorten
- C. ambrosiae (Frick, 1956)
- C. artemisiae (Kaltenbach, 1856)
- C. barbarensis Spencer, 1981
- C. cynoglossi (Frick, 1956)
- C. durantae Spencer, 1973
- C. enceliae Spencer, 1981
- C. flavinotum (Frick, 1956)
- C. flavomaculata (Spencer, 1960)
- C. frickiana Spencer, 1986
- C. gigantea (Frick, 1956)
- C. humeralis (Roser, 1840)
- C. hyptidis Spencer, 1966
- C. ipomaeae (Frost, 1931)
- C. irwini Spencer, 1981
- C. jucunda (Wulp, 1867)
- C. lantanae (Frick, 1956)
- C. majuscula (Frick, 1956)
- C. malvae (Burgess, 1880)
- C. melantherae Spencer, 1966
- C. menthae Spencer, 1969
- C. michiganensis Steyskal, 1972
- C. mikaniae Spencer, 1973
- C. minor Spencer, 1973
- C. novascotiensis Spencer, 1969
- C. obscura Spencer, 1973
- C. orientalis Spencer, 1986
- C. promissa (Frick, 1956)
- C. sidae Spencer, 1973
- C. solidaginis (Kaltenbach, 1869)
- C. sonchi Spencer, 1969
- C. stegmaieri Spencer, 1966
- C. subapproximata (Sasakawa, 1955)